# 形勢戸
形勢戸（けいせいこ）とは宋代に台頭した新興の地主層で、宋代社会の支配者層を形成した。また太祖趙匡胤が行った科挙によって選抜された文人官僚を重んじる、文治主義の政治を支える文人官僚を多く輩出したため、官戸形勢戸とも呼ばれる。